# Ctenotus eurydice
Ctenotus eurydice (гребневухий сцинк Еврідіки) — вид сцинкоподібних ящірок родини сцинкових (Scincidae). Ендемік Австралії.

## Поширення й екологія
Гребневухі сцинки Еврідіки мешкають у горах Великого Вододільного хребта на південному сході Квінсленду та на північному сході Нового Південного Уельсу. Вони живуть серед прохолодних скелястих вершин.